# Национальный исторический архив Беларуси
Национальный исторический архив Беларуси, НИАБ (бел. Нацыянальны гістарычны архіў Беларусі, НГАБ) — белорусский архив, где хранятся документы о политической, социально-экономической и культурной истории белорусского народа за период с конца XIV по начало XX века.

## Историческая справка
Современная история Национального исторического архива Беларуси ведется с 1938 года, когда в соответствии с постановлением Президиума Центрального Исполнительного Комитета БССР от 5 июля 1938 года «О реорганизации архивных органов в связи с образованием областей в БССР» Могилёвский исторический архив был реорганизован в Центральный исторический архив БССР. В свою очередь Могилёвский исторический архив с 1919 года был известен как архивохранилище Могилёвского архивного бюро, а с 1924 по 1927 год — как Окружной архив. До этого документы архива побывали в архивах государственных и судебных учреждений Великого княжества Литовского, Речи Посполитой, Российской империи, в Виленском архиве древних актов и Витебском архиве древних актовых книг.
Перед началом Великой Отечественной войны в архиве насчитывалось 1560 фондов в объёме более 328 тыс. дел. В годы войны большая часть документов и научно-справочный аппарат к ним погибли, часть документов была вывезена в Ригу и на территорию Германии, имущество архива было уничтожено и разграблено. После освобождения Могилёва от немецко-фашистских захватчиков 28 июня 1944 года в архиве осталось всего 44 дела. В ходе работы по реэвакуации документов удалось вернуть лишь 38 054 дела из 700 фондов.
В 1947 году архиву были переданы дореволюционные фонды из государственных архивов Витебской и Гомельской областей. За период 1945—1962 годов в Центральный исторический архив БССР поступили профильные дела из исторических архивов Ленинграда, Москвы, Вильнюса и других архивов в количестве 382 566 дел.
Согласно постановлению Совета Министров БССР от 11 ноября 1963 года «О мерах по улучшению архивного дела в БССР» архив был переведён из Могилёва в Минск в здание по ул. Козлова, 26. В том же году в архив были переданы документы дореволюционных фондов Государственного архива Минской области, а также комплекс древних актов из Центрального государственного исторического архива в г. Гродно.
После обретения Беларусью независимости структура архивной отрасли претерпела изменения. В соответствии с постановлением Совета Министров Республики Беларусь от 22 апреля 1992 года № 224 «Вопросы архивов Республики Беларусь» на базе Центрального государственного исторического архива БССР и бывшего Центрального партийного архива КПБ организован Национальный архив Республики Беларусь. Из его структуры приказом Белкомархива от 12 июня 1995 года № 15 был выделен комплекс документов конца XIV — начала XX века и создан Национальный исторический архив Беларуси.
В целях улучшения условий размещения документов Национального архивного фонда Республики Беларусь Национальному историческому архиву Беларуси было передано здание в Минске по ул. Кропоткина, 55 в которое архив переехал в течение 1996—2000 годов. Более миллиона дел, 19 коллекций микрофотокопий, около 40 тыс. экземпляров книг, газет, журналов научно-справочной библиотеки, были перевезены в новое здание архива.
По данным на 2025 год в Национальном историческом архиве Беларуси хранится 1 023 655 дел, 23 коллекции микрофотокопий, объединённых в 3148 фондов, за период с конца XIV по начало XX века. Архив является крупнейшим хранилищем документов по истории Беларуси за этот период.
Самый древний документ, хранящийся в архиве, датирован 1391 годом.
С 2000 года полное наименование архива — государственное учреждение «Национальный исторический архив Беларуси».
С мая 2022 по январь 2023 года, по данным издания «Наша Ніва», более 15 работников архива были уволены по политическим мотивам. В августе 2023 года по меньшей мере 7 сотрудников (включая заместителя директора и нескольких руководителей отделов) задерживались КГБ РБ, а вскоре 8 человек были уволены.

## Фонды
Количество фондов: 3148 фондов, 23 коллекций микрофотокопий, 10 коллекций на электронных носителях, 1 023 655 единиц хранения.
Хранятся подлинные пергаментные грамоты XV—XVII веков (на старобелорусском, старопольском и латинском языках) с сохранившимися печатями и позолотой букв.

## Документы
- Хронология: с XIV до начала XX века, метрические книги — до начала 50-х годов XX века.
- География: территория бывшего Великого княжества Литовского, Речи Посполитой, Белорусской, Витебской, Минской, Могилевской и Полоцкой губерний.

При этом документы (большая часть) по Вилейскому, Дисненскому, Лидскому, Ошмянскому и Свенцянскому уездам Виленской губернии (до начала XX века) находятся на хранении в Литовском государственном историческом архиве, а по Гродненской губернии — в Национальном историческом архиве Беларуси в Гродно).